# Mikael Karlsson (skogskonsult)

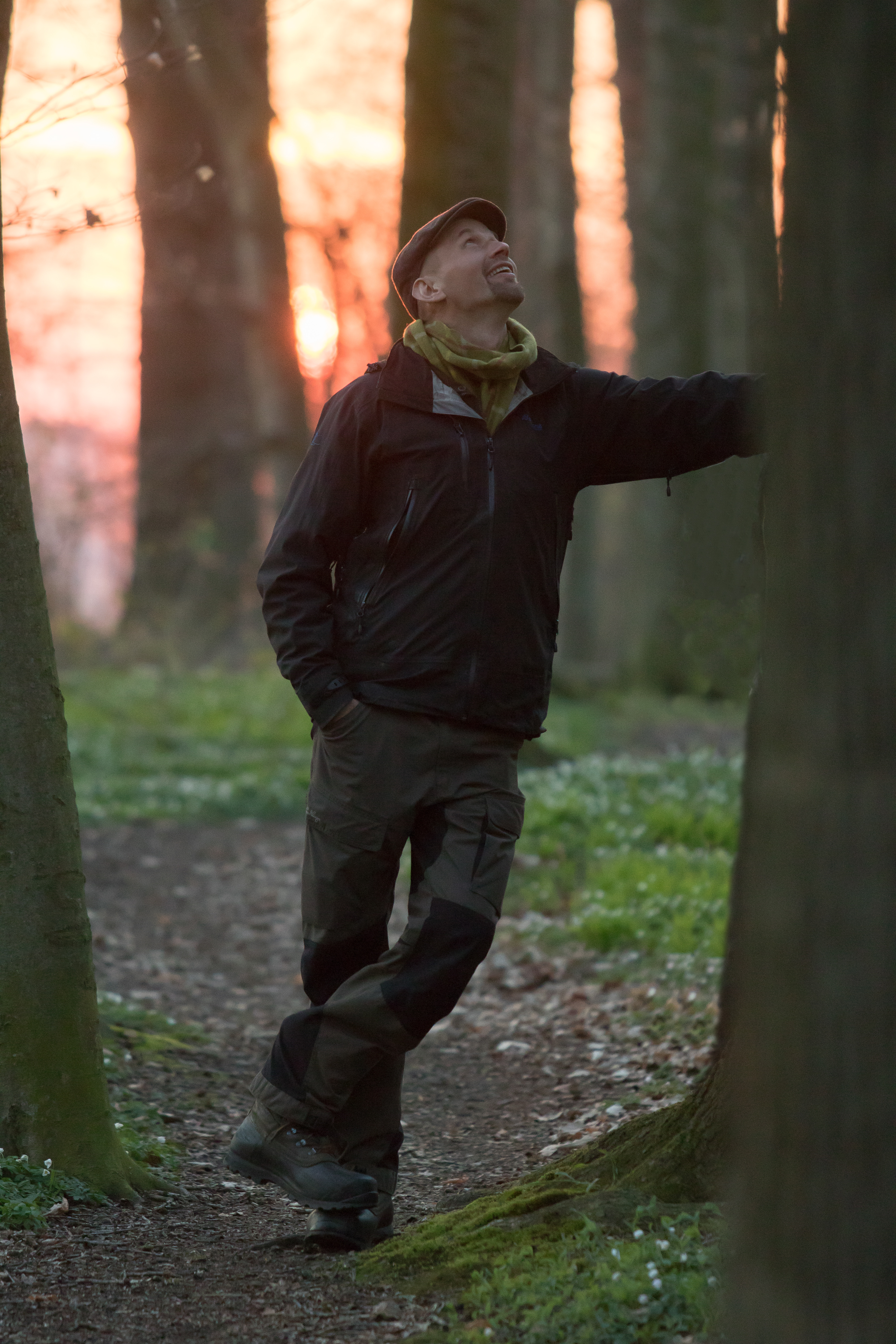
Mikael Karlsson, våren 2017

Mikael Anton Karlsson, född 5 mars 1975 i Härlanda församling i Göteborg, är en svensk skogsägare, skribent och föreläsare med fokus på skogsfrågor. 

## Biografi
Karlsson växte upp i Fjärås i Halland och började arbeta i skogen redan i tonåren. Mellan 2010 och 2016 var han marknadschef på skogskonsultföretaget Silvaskog AB. År 2017 gav han ut boken Konsten att hugga träd och ha skogen kvar, som kom ut i en andra upplaga 2021.
Han har observerat och tillämpat olika metoder för skogsbruk, och har i många sammanhang pläderat för hyggesfritt skogsbruk. Han hävdar att ett sådant skogsbruk ger lägre risk för stormskador, bättre timmer och lägre klimatpåverkan. Med denna skötselmodell sker föryngringen naturligt och träd avverkas först när de har nått sin måldiameter. De klena träden röjs inte, utan försvinner med naturlig avgång varvid "vinnarna" eller "framtidsträden" blir kvar. Avverkning sker ungefär vart tionde år och varje gång tas 25 till 30 procent ut av volymen, där avverkningen görs från permanenta stickvägar.
Modellen har tillämpats i begränsad omfattning och mötts av flera invändningar, framförallt att trakthyggesbruket ger högre tillväxt, vilket innebär både bättre lönsamhet och större klimatnytta. Föryngring med nyplantering ger möjlighet att använda och föra in i skogen förbättrade plantor från skogsträdsförädlingen med högre tillväxt. Man menar också att även trakthyggesskogar ger bidrag till rekreation och biodiversitet, samtidigt som kontinuitetsskogsbruk ger likartade skogar över stora arealer med minskad mångfald.

## Utmärkelser
- 2017 – Naturskyddsföreningens Skogspris (tillsammans med Martin Jentzen) "för sitt uthålliga och betydelsefulla arbete för att främja och utveckla hyggesfria metoder, inte främst som enskilda markägare, utan genom att de båda yrkesmässigt arbetar med rådgivning till skogsägare. Båda är också flitiga röster i skogsdebatten och bidrar därmed till att påverka skogspolitiken i rätt riktning."[7][8]